# قشلاق خورشا سفلي
قشلاق خورشا سفلي هي قرية في مقاطعة ورزقان، إيران. عدد سكان هذه القرية هو 28 في سنة 2006.